# Tomáš Kůrka
Tomáš Kůrka (Most, 14 dicembre 1981) è un ex hockeista su ghiaccio ceco.
Nella sua carriera ha giocato, oltre che nell'Extraliga ceca (Hockey Club Litvínov, HC Ceske Budejovice, HC Slavia Praga, HC Sparta Praga, HC Pardubice e HC Oceláři Třinec), anche in NHL (coi Carolina Hurricanes che lo avevano scelto al draft del 2000), in AHL (Lowell Lock Monsters e Providence Bruins), nella Liiga (KalPa e Ilves Tampere), nella Lega Nazionale A (HC Fribourg-Gottéron), nella Lega Nazionale B (Schlittschuh-Club Langnau Tigers), nella DEL (Krefeld Pinguine) e nella Elite Ice Hockey League (Cardiff Devils). Ha chiuso la carriera nella terza serie tedesca, come allenatore in seconda-giocatore dei Rostock Piranhas.